# 梼杌
檮杌，中国上古時代傳說中的“四凶”之一，长得人头虎腿长有野猪獠牙。

圖出自《古今圖書集成·博物彙編·禽蟲典·第一百二十五卷》。

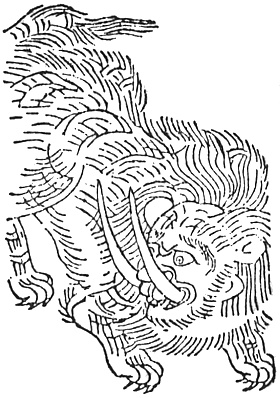
《和漢三才圖會》梼杌。

- 《神异经·西荒经》：西方荒中有兽焉，其状如虎而犬毛，长二尺，人面虎足，猪口牙，尾长一丈八尺，搅乱荒中，名檮杌，一名傲狠，一名难训。
- 《左传》记载：颛顼有不才子，不可教训，不知诎言，告之则顽，舍之则嚣，傲狠明德，以乱天常，天下之民，谓之梼杌。
- 《檮杌》也是楚國史書。梼，《说文解字》曰：“梼，断木也。”杌，《说文》未载，但“兀”意为下基，所以“梼杌”原本指断木桩。因断木桩上有年轮可见，因此借用为书名。
- 《疑耀·檮杌》张萱：檮杌，恶兽，楚以名史，主於惩恶。又云，檮杌能逆知未来，故人有掩捕者，必先知之。史以示往知来者也，故取名焉。亦一説也。
- 《左传》文公十八年道：“舜臣尧，宾于四门，流四凶族混沌、穷奇、梼杌、饕餮，投诸四裔，以御魑魅。”敦同沌。此谓舜流放四凶，以梼杌况鲧。鲧，禹父。